# 弗谢沃罗德·普多夫金
费谢沃洛德·伊拉里昂诺维奇·普多夫金（俄语：Всеволод Илларионович Пудовкин，羅馬化：Vsevolod Illarionovich Pudovkin，1893年—1953年），又譯弗谢沃罗德·普多夫金、伏塞沃洛德·普多夫金、伍瑟沃罗德·普多夫金、В.И.普多夫金或布多夫金，蘇聯電影導演、編劇、演員，蘇聯蒙太奇學派理論家。他在自己的理论和实践中，确立了戏剧表演的斯坦尼斯拉夫斯基体系同电影表演规律的有机联系。

## 生平
1893年2月28日生於俄羅斯奔萨，初在莫斯科大學學習自然科学，後參加一戰，曾被德軍所擒。戰後歸國，於1920年進入苏联国立第一电影学院學習，先後做過編劇、演員、藝術指導、場記、膠片剪輯等工作，於1922年進入庫裏肖夫的工作室，協助庫裏肖夫進行了大量電影實驗，參與了《西方先生在布尔什维克国家里不平凡的冒险》(1924)和《死光》(1925)的拍摄工作。
1925年，因與庫裏肖夫觀點分歧過大，普多夫金離開工作室，進入俄罗斯国际工人救济委员会影片公司任導演，與Н.Г.史比科夫斯基合作拍攝了第一部影片《棋迷》。1926年又獨立拍攝了《母親》一片，確立了自己的蒙太奇語言的現實主義美學原則，以及为联想蒙太奇提供范本，使其名聲大噪，在1958年布鲁塞尔国际电影节该片还被选入「电影问世以来12部最佳影片」。之後的《圣彼得堡的末日》(1927)和《成吉思汗的后代》（1929，又名《亚洲风暴》）延續了這一美學原則，奠定了普多夫金的導演風格和國際地位。
1928年有聲電影出現，普多夫金和愛森斯坦、亞歷山德羅夫等導演繼續進行電影理論的探索，拍攝了《普通事件》（1932，又名《生活得很好》）、《逃兵》（1933）、《米宁和波札尔斯基》（1939）、《苏沃洛夫大元帅》（1941）、《海军上将纳希莫夫》（1947）、《瓦西里·鲍尔特尼科夫的归来》(1953)等影片。
普多夫金還是一位優秀的演員，參演代表作品有《母親》（1926）、《活尸》（1929）、《俄罗斯人》（1943）、《伊凡雷帝》（1944）。
1951年被蘇聯政府授予斯大林奖金。1953年6月30日在拉脱维亚里加去世。